# 秩父丸 (蟹工船)
|          |                                     |
| 船歴     |                                     |
| 建造所   | イギリス製                          |
| 起工     |                                     |
| 進水     | 1878年5月                           |
| 竣工     |                                     |
| 喪失     | 1926年4月26日（座礁）               |
| 性能諸元 |                                     |
| 総トン数 | 1,540トン                           |
| 純トン数 | 1,061トン                           |
| 載貨重量 |                                     |
| 排水量   |                                     |
| 登録長   | 80.16m（263.0ft）                   |
| 型幅     | 9.75m（32.0ft）                     |
| 登録深   | 6.92m（22.7ft）                     |
| 喫水     |                                     |
| 機関     | 二連成式（冷気） レシプロ機関1基1軸 |
| 出力     |                                     |
| 速力     |                                     |
| 乗員     |                                     |
| 乗客     |                                     |
| 同型船   |                                     |
| 出典     | 『大正十四年 日本汽船船名録』       |

秩父丸（ちちぶまる）は、大正時代に日本で運用されていた工船の1隻である。今井六郎を船主とし、北東貿易会社に傭船されて、北洋漁業で漁獲されたカニの缶詰加工に使用されていた。1926年（大正15年）4月に、暴風により座礁沈没し、182人が死亡した。本船の遭難事故は、小説『蟹工船』の題材の一部となった。

## 船歴
本船は、1878年（明治11年）5月にイギリスで進水した。船体は鉄製で、トン数は1924年（大正13年）末時点で1540総トンとなっている。1911年（明治44年）に、原船名「バイカラ」だった本船は、日本船籍に移って「秩父丸」と改名した。1911年末時点の船主は榎本謙七郎、船籍地は神戸港となっている。その後、船主を転々とし、1923年（大正12年）には笹川喜三郎から今井六郎へ譲渡され、船籍地も京都府与謝郡宮津港から和歌山県西牟婁郡西富田港に移された。
本船が遭難した1926年時点では、北東貿易会社に傭船され、蟹工船として使用されていた。同種の蟹工船は1920年（大正9年）頃から北洋漁業での底刺し網漁に投入され始め、1926年には12隻が操業していた。

## 秩父丸遭難事件
1926年4月17日、「秩父丸」はカニ漁を行うため函館港から出航、千島列島東側に沿って北上した。同月26日に温禰古丹島北の温禰古丹島海峡を抜けてさらに北上し、幌筵島と志林規島の間の志林規海峡に差し掛かったところ、強い南風が吹き始めた。機関不調も重なって操船の自由を失った「秩父丸」は、投錨しても流され続け、26日午後7時過ぎに幌筵島幌津崎付近（東経155度12分・北緯50度16分）で岩礁に乗り上げた。午後8時20分に遭難無電を発信し、船員と工員らを合わせた乗員277人は、救命ボートに分乗して本船を離れた。一等機関士以下99人の集団は北上して海浜にたどり着いたが、船長以下180人の集団は行方不明となった。最終的な死者は182人となった。ただし、乗員数を376人とする資料もある。
「秩父丸」の遭難無電を受けて、付近にいた「蛟龍丸」（日魯漁業運航船）が救助に向かったが、悪天候のため引き返した。「第二富美丸」（日魯漁業運航船）も救助に向かい、27日に海岸に漂着した一等機関士らを発見して収容した。日魯漁業は、「第二錦旗丸」と「浦塩丸」も30日までに捜索に加えた。また、船主などから救助要請を受けた日本海軍は、当初は艦船の手配がつかないと断っていたが、水産組合関係者からの海軍大臣に対する直訴や農林省を通じての再要請を受け、29日午後になって大湊要港部の駆逐艦「太刀風」出動を決めた。「太刀風」は5月2日に遭難現場に到着し、装載艇で救助班を乗り込ませたが、船内に人影は発見できなかった。残っていた航泊日誌などの調査を行ったうえで、もはや生存は絶望的であると判断して捜索を打ち切り、帰投した。救助活動に関しては、付近にいた「英航丸」（北辰漁業）などが救難信号を受信していたにもかかわらず救助に向かわなかったとして、批判を受けた。
秩父丸の雇傭主である北東貿易会社は、弔慰金として給与3か月相当と「九一金」と呼ばれた手当の規定満額、さらに特別功労金の支給を発表した。蟹工船漁業水産組合などによって義捐金の募集も行われ、全国から15000円以上が集まった。皇室からも内幣金1300円が贈られ、北海道庁を通じて配布された。しかし、労働農民党の支援を受けた漁業労働者らは、弔慰金や義捐金などの配付が速やかに行われていないとして抗議した。船主の今井に対しても、多額の保険金を受け取って着服したとの疑惑が呈された。この点、『小樽新聞』（後に合併で北海道新聞）の報道によると、義捐金等の配付の遅れの原因は、当時の蟹工船においては一般に替玉乗船がしばしば見られ、そのため身元調査に時間を要し、遺族の詐称が疑われる事例もあったからである。なお、同年9月時点で遺族未判明の者が22名残っていた。保険金に関しても、捜索費用等の負担が十数万円に上り、船主の今井は数万円を支出しているという。
プロレタリア文学作家の小林多喜二は、本船の遭難事故や別の蟹工船「博愛丸」での労働問題に取材して、1929年（昭和4年）に小説『蟹工船』を発表した。作中には本船と同名の蟹工船「秩父丸」が登場する。同船は遭難してSOS無電を発信するが、十分に保険金をかけてあるなどとして他の蟹工船に見殺しにされ、425人を乗せたまま沈没する筋書きとなっている。